# Ricardo Andorinho
Ricardo José da Costa Andorinho (* 14. November 1976 in Évora, Portugal) ist ein ehemaliger portugiesischer Handballspieler. Er ist 1,86 m groß und wiegt 86 kg.
Andorinho, der zuletzt für den spanischen Club SDC San Antonio spielte und für die portugiesische Nationalmannschaft auflief, wurde meistens auf Linksaußen eingesetzt.
Ricardo Andorinho begann in seiner Heimatstadt mit dem Handballspiel. Zunächst spielte er auch Fußball und betrieb Judo, später entschied er sich aber ganz für den Handball. Mit seinem Verein, dem Évora Andebol Club, wurde er 1992 portugiesischer Vize-Juniorenmeister. 1994 wechselte er zu Sporting Lissabon, wo er auch in der ersten portugiesischen Liga debütierte und 1997 den portugiesischen Supercup, 1998 den portugiesischen Pokal und 2001 die portugiesische Meisterschaft gewann. Nach zehn Jahren beim Hauptstadtclub wurde Andorinho vom spanischen Spitzenverein SDC San Antonio unter Vertrag genommen. Mit den Männern aus Pamplona gewann er 2005 die spanische Meisterschaft. Nach der Saison 2007/08 verließ er den Verein.
Ricardo Andorinho bestritt über 150 Länderspiele für die portugiesische Nationalmannschaft. Mit seinem Land nahm er an der Handball-Europameisterschaft 2000 in Kroatien sowie der Handball-Weltmeisterschaft der Herren 2003 im eigenen Land teil und belegte bei ersterer den siebten, bei letzterer den zwölften Platz. 